# Pterolophia multigibbulosa
Pterolophia multigibbulosa är en skalbaggsart som beskrevs av Maurice Pic 1937. Pterolophia multigibbulosa ingår i släktet Pterolophia och familjen långhorningar. Inga underarter finns listade i Catalogue of Life.